# Podivice
Podivice (deutsch Podiwitz, früher Podiewitz) ist eine Gemeinde in Tschechien. Sie liegt zehn Kilometer nördlich von Vyškov und gehört zum Okres Vyškov.

## Geographie
Podivice befindet sich acht Kilometer westlich vom geographischen Mittelpunkt Mährens – der Kuppe Předina (313 m. n.m.) – im östlichen Teil des Drahaner Berglandes. Die Gemeinde bildet eine Enklave auf dem Gebiet des Truppenübungsplatzes Březina. Gegen Osten liegt das Tal des Baches Ferdinandský potok, der sich nordöstlich des Dorfes mit der Pulkava bzw. Hraniční potok zum Fluss Brodečka vereinigt. Im Norden erheben sich der Mravenečný (410 m) und die Perná (396 m), nordöstlich der U Chaloupky (413 m), südöstlich die Vojenská (442 m). im Südwesten der Věsperk (Wiesberg, 457 m) und Srnčí (Rehberg, 537 m) sowie im Nordwesten die Stříbrná (Silberberg, 551 m). Nördlich liegt an der Pulkava die Trinkwassertalsperre Brodečka. Die Pulkava bildet die historische Grenze zwischen den Bezirken Vyškov und Prostějov.
Umliegende Ortschaften sind Prostějovičky, Křenůvky und Myslejovice im Norden, Kobylničky und Otaslavice im Nordosten, Hatě, Familie, Sněhotice und Ondratice im Osten, Želeč und Drysice im Südosten, Zelená Hora und Kotáry im Süden, Véspěrk und Jandova bouda im Südwesten sowie Ferdinandsko im Westen.

## Geschichte

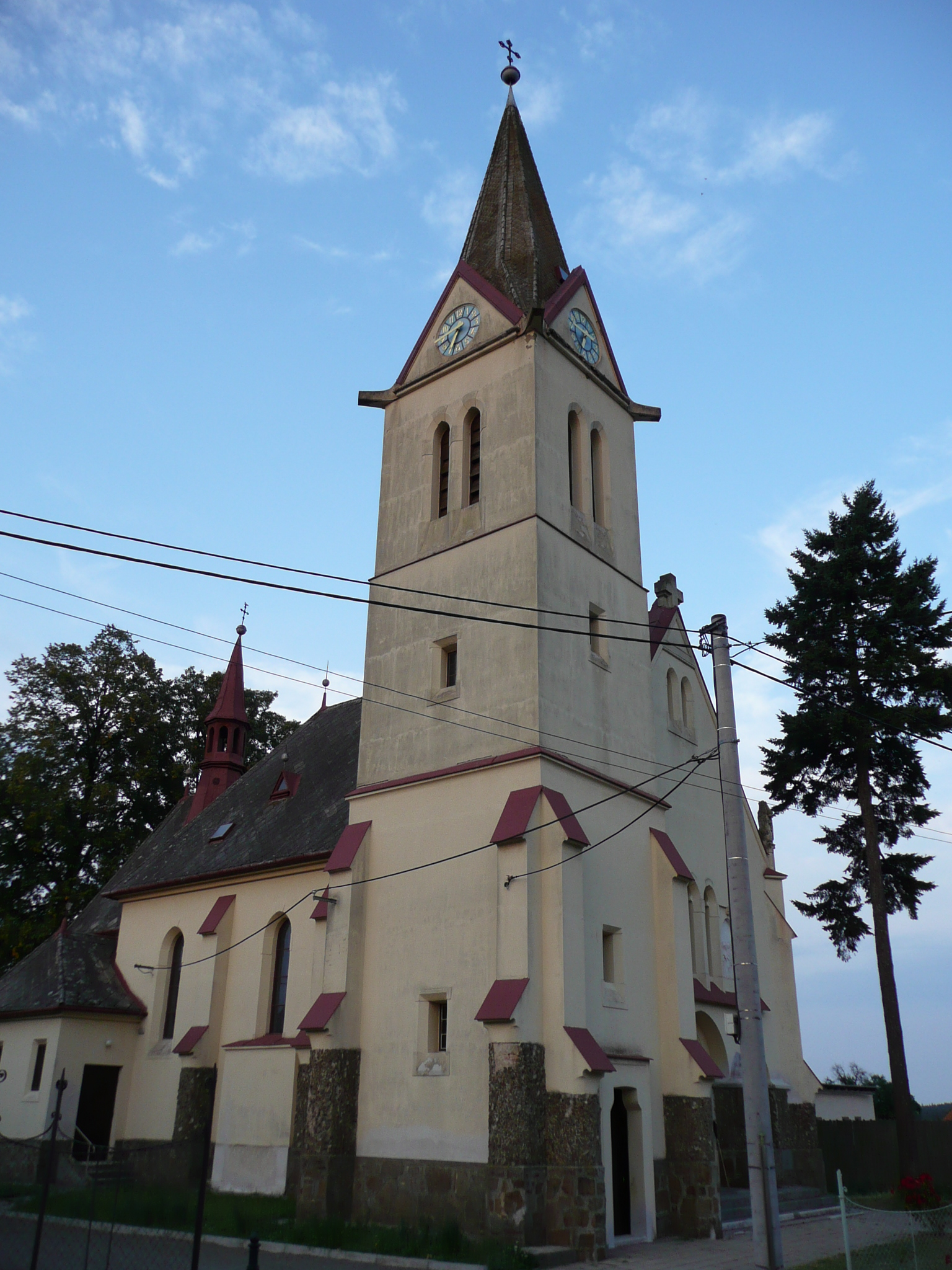
Kirche des hl. Cyrill und Method

Die erste schriftliche Erwähnung des Dorfes erfolgte im Jahre 1143 als Besitz des Bistums Olmütz. Der ursprüngliche Name Poděvice leitet sich von der heidnischen Göttin Poděva her, deren Kultstätte sich am Platz Na Valech in den Wäldern am Dudín befand. Ab 1465 gehörte zu den kleineren Gütern des Bistums. Die Bischöfe nutzten die umliegende großen Wälder zur Jagd auf Damwild und am Silberberg wurde Bergbau auf Silbererz betrieben. Unterhalb des Silberberges entstand im 15. Jahrhundert das erste Damwildgehege im Königreich Böhmen. 1755 ließ Bischof Ferdinand Julius von Troyer in den Wäldern westlich von Podiwitz das Jagdschloss Ferdinandsruhe mit einer dem hl. Eustachius geweihten Kapelle anlegen. Im Jahre 1836 verstarben beim Ausbruch der Cholera 16 Einwohner. 1838 wurde die Dorfschule eingeweiht.
Nach der Aufhebung der Patrimonialherrschaften bildete Podivice mit dem Ortsteil Skotačky ab 1850 eine Gemeinde in der Bezirkshauptmannschaft Wischau. 1862 zerstörte ein Großbrand das gesamte Dorf. Wegen der zunehmenden Anzahl der zu unterrichtenden Kinder entstand 1882 ein neues Schulhaus. Seit 1891 wurden Gelder für einen Kirchbau gesammelt, der schließlich zwischen 1910 und 1911 realisiert wurde. 1927 gründete sich die Freiwillige Feuerwehr. Im Jahre 1935 erwarb die Gemeinde die umliegenden 3697 ha Wald und wurde damit zu einer der flächenmäßig größten in Mähren. Während der deutschen Besetzung erfolgte 1940 der Beschluss zur Erweiterung des Schießplatzes Wischau zu einem großen Truppenübungsplatz der Wehrmacht. Zu den 33 für die Errichtung des Truppenübungsplatzes Wischau zu räumenden Dörfern, von insgesamt 43 in ganz Mähren, gehörte in der ersten, bis 31. Oktober 1941 zu realisierenden Etappe auch Podiwitz. In den 103 Häusern der Gemeinde lebten zu dieser Zeit 333 Menschen. Nach dem Ende des Zweiten Weltkrieges wurde die Gemeinde ab Juni 1945 wieder besiedelt. 239 der Vertriebenen kehrten nach Kriegsende in ihre verkommenen Häuser zurück, die anderen zogen in die Grenzgebiete. Mit Beginn des Jahres 1946 wurde die Gemeinde Podivice offiziell wiedererrichtet. Am 1. Mai 1951 erfolgte die Errichtung des Truppenübungsplatzes Březina, der örtliche Nationalausschuss verkaufte die der Gemeinde gehörigen Wälder an den Staat. Dadurch reduzierte sich das Kataster auf 225,30 ha und Podivice wurde eine der kleinsten Gemeinden in Mähren. 1977 wurde der Unterricht in Podivice eingestellt, Schulort ist seitdem Pustiměř. 1986 wurde Podivice nach Pustiměř eingemeindet, seit 1990 besteht die Gemeinde wieder.

## Gemeindegliederung
Für die Gemeinde Podivice sind keine Ortsteile ausgewiesen. Zu Podivice gehört die Ortslage Skotačky (Skotaczky).

## Sehenswürdigkeiten

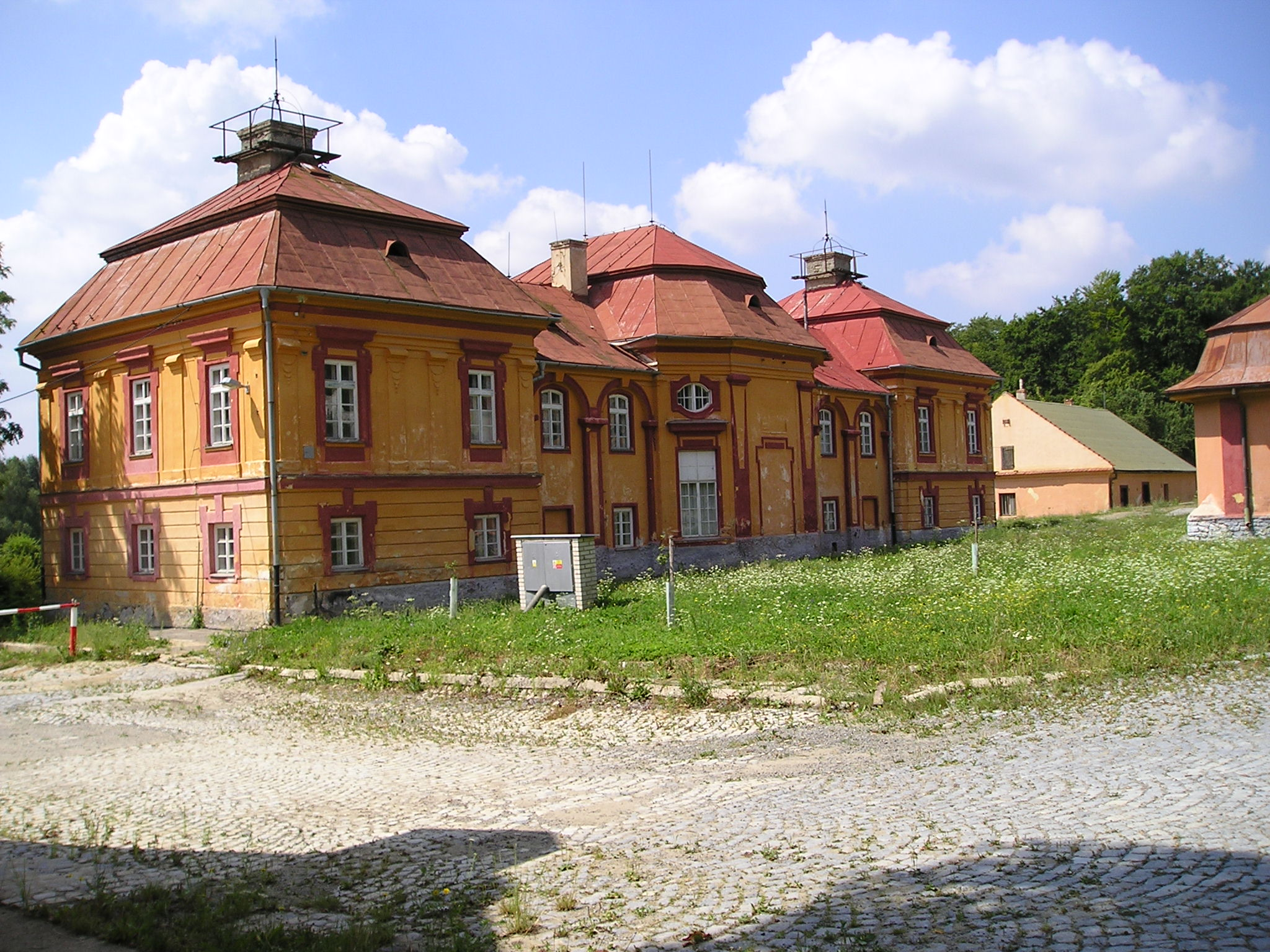
Schloss Ferdinandsko

- Kirche des hl. Cyrill und Method, erbaut in den Jahren 1910 bis 1911
- barockes Jagdschloss Ferdinandsko, errichtet 1755 für Ferdinand Julius von Troyer, es liegt westlich des Dorfes im Sperrgebiet und nicht öffentlich zugänglich
- Kloster Leopoldeum, gegründet 1932
- Bunkeranlagen der Wehrmacht, die teilweise als Wirtschaftsgebäude getarnt wurden, eine davon befindet sich am Gasthaus Hospoda U Zeleného věnce
- Naturdenkmal Pod Obrovou horou, östlich des Dorfes am Übergang des Drahaner Berglandes in die Hanna.